# Crença em um deus não onipotente
A Crença em um Deus não onipotente ou teísmo limitado é a crença em uma divindade não onipotente. Foi proposto por alguns filósofos e teólogos para resolver o problema do mal ou como alternativa à teodiceia. A maioria dos finitistas aceita a bondade absoluta de Deus.
Segundo Ray Harbaugh Dotterer, no livro intitulado como: "O Argumento para uma Teologia Finitista".
| “ | Deus não pode ser considerado onipotente e perfeitamente bom. Se dissermos que ele é onipotente, que sua soberania é completa, que todos os eventos que ocorrem são desejados por ele; então segue-se que ele é responsável pelo mundo real, que é parcialmente mau, e, consequentemente, que ele não é perfeitamente bom. Se começarmos do outro lado e dissermos que Deus é perfeitamente bom, devemos negar que ele é onipotente. | ” |

.

## Defensores da tese de um Deus não onipotente
William James (1842-1910) defendeu a tese de um Deus limitado como solução para resolver o problema do mal e como alternativa às teodiceias.
Segundo Clarence Beckwith, Horace Bushnell (1802-1876) negava a onipotência de Deus. De acordo com Beckwith, "uma das primeiras tentativas na América de mostrar que Deus era limitado foi feita por Horace Bushnell em seu Deus em Cristo.
Peter Bertocci (1910-1989), propôs que "Deus é totalmente bom, mas não todo-poderoso".
Henry Nelson Wieman (1884–1975), além de negar a onipotência de Deus, entendia Deus como impessoal.
Edgar S. Brightman (1884–1953) defendeu a tese de um Deus não onipotente no livro "A Philosophy of Religion" (Uma Filosofia da Religião), publicado em 1940. Nessa obra, sustentou identificou Platão (vide Demiurgo) como o primeiro defensor da tese, que depois teria sido defendida por: Marcião de Sinope, Manes (e demais maniqueístas), Pierre Bayle, John Stuart Mill, H. G. Wells e outros.
Além dos maniqueísmo, outras concepções teológicas dualistas, tais como: o zoroastrismo, o taoismo (vide: yin-yang) e o bogomilismo, também negam a onipotência de Deus.
O rabino Harold Kushner defendeu a tese de um Deus não onipotente no livro "When Bad Things Happen to Good People" (Quando coisas ruins acontecem às pessoas boas), publicado em 1981.    .
Dorothee Sölle questionava a onipotência de Deus e, nesse sentido, acreditava que o Deus Todo-Poderoso deveria estar morto, pois não haveria outra explicação para seu silêncio diante das atrocidades do mundo. No lugar da ideia de um Deus entronizado acima de tudo, a partir da experiência de Jesus, uma pessoa que foi torturada até a morte e não perdeu a fé, via um Deus impotente que, para triunfar, dependeria do comprometimento de seus seguidores para fazer prevalecer a vontade de Deus no mundo.
O filosofo judeu Hans Jonas (1903-1993), nascido na Alemanha, muito abalado pelo sofrimento de seu povo durante o Holocausto, também questionou a onipotência de Deus, inclusive durante uma palestra, proferida em Tubinga, em 1984, cuja transcrição seria publicada com o título de "O conceito de Deus após Auschwitz".